# تقويم القانون والطلبات
تقويم القانون والطلبات هو سجل يتم به تسجيل الفترات الزمنية الخاصة بسماع الطلبات والحجج القانونية الخاصة حيث يكون مع كل قاضٍ أو قاعة محكمة. وتتألف هذه العناصر من الطلبات المرفوعة قبل انعقاد المحاكمة (مثل طلب إجبار الخصم أو الغير على اتخاذ تصرف معين ذي صلة بطلبات الاكتشاف) أو الطلبات القانونية الأخرى التي لا علاقة لها بالمحاكمة، ولا تشمل المحاكمات نفسها.